# حزب سوسیالیست انقلابی
حزب سوسیالیست انقلابی یا حزب انقلابیان سوسیالیست (SRs, СР, یا Esers, روسی: эсеры , esery ; روسی: Партия социалистов-революционеров: Партия социалистов-революционеров، ПСР) یک حزب سیاسی بزرگ در اواخر امپراتوری روسیه و هر دو مرحله انقلاب روسیه و اوایل روسیه شوروی بود.
اس‌آرها سوسیالیست‌های دهقانی و حامیان یک جمهوری سوسیالیستی دمکراتیک روسیه بودند. اس‌آرها، وارثان ایدئولوژیک نارودنیک‌ها، با حمایت از سرنگونی تزار و اصلاحات ارضی، طرفداران توده ای را در میان دهقانان روسیه به دست آوردند. اس‌آرها انتخابات دومای اول را پس از انقلاب ۱۹۰۵ در کنار حزب سوسیال دمکرات کارگری روسیه تحریم کردند، اما شرکت در انتخابات دومای دوم را انتخاب کردند و اکثریت کمی از کرسی‌های اختصاص داده شده به دهقانان را به دست آوردند. پس از کودتای ۱۹۰۷، اس‌آرها تمام دوماهای بعدی را تا زمان سقوط تزار در انقلاب فوریه ۱۹۱۷ تحریم کردند. به‌طور مناقشه ای، رهبری حزب دولت موقت روسیه را تأیید کردند و در ائتلاف‌های متعدد با احزاب لیبرال و سوسیال دمکرات شرکت کردند، در حالی که یک جناح رادیکال در داخل اس‌آرها اختیارات دولت موقت را به نفع کنگره کشوری شوراها رد کردند و شروع به حرکت به سمت بلشویک‌ها کردند. این تقسیمات در نهایت منجر به تقسیم حزب به اس‌آرهای راست و چپ در طول تابستان ۱۹۱۷ می‌شود. در همین حال، الکساندر کرنسکی، یکی از رهبران انقلاب فوریه و دومین و آخرین رئیس دولت موقت (ژوئیه تا نوامبر ۱۹۱۷) یکی از اعضای اسمی حزب اس‌آر بود اما در عمل مستقل از تصمیمات آن عمل می‌کرد.
در نوامبر ۱۹۱۷، دولت موقت به دلیل عدم خروج از جنگ جهانی اول، اجرای اصلاحات ارضی یا تشکیل مجلس مؤسسان برای پیش نویس قانون اساسی به‌طور گسترده‌ای بی‌اعتبار شده بود و عملاً شوروی را در کنترل کشور رها می‌کرد. بدین ترتیب بلشویکها در انقلاب اکتبر قدرت را به کنگره دوم شوراها واگذار کردند. پس از چند هفته مشورت، اس‌آرهای چپ در نهایت یک دولت ائتلافی با بلشویک‌ها - شورای کمیسرهای خلق - از نوامبر ۱۹۱۷ تا مارس ۱۹۱۸ تشکیل دادند، در حالی که اس‌آرهای راست شوروی را تحریم کردند و انقلاب را به عنوان یک کودتای غیرقانونی محکوم کردند. اس‌آرها در انتخابات بعدی مجلس مؤسسان روسیه اکثریت را به دست آوردند و اکثر کرسی‌های حزب به جناح راست رسید. با استناد به فهرست‌های منسوخ رأی دهندگان که انشعاب حزب را به رسمیت نمی‌شناختند، و درگیری‌های مجمع با کنگره شوراها، دولت بلشویک-اس‌آر چپ اقدام به انحلال مجلس مؤسسان با زور در ژانویه ۱۹۱۸ کرد.
اس‌آرهای چپ ائتلاف خود را با بلشویک‌ها در مارس ۱۹۱۸ در اعتراض به امضای پیمان برست-لیتوفسک ترک کردند. قیام علیه بلشویک‌ها به رهبری اس‌آرهای چپ در ژوئیه ۱۹۱۸ منجر به دستگیری فوری اکثر اعضای حزب شد. اکثر اس‌آرهای چپ که مخالف قیام بودند به تدریج آزاد شدند و اجازه یافتند که مناصب دولتی خود را حفظ کنند، اما قادر به سازماندهی یک ارگان مرکزی جدید نبودند و به تدریج به چندین حزب طرفدار بلشویک تقسیم شدند، که در نهایت همگی تا سال ۱۹۲۱ با حزب کمونیست اتحاد شوروی ادغام شدند. اس‌آرهای راست در طول جنگ داخلی روسیه ۱۹۱۷–۱۹۲۲ از جنبش سفید حمایت کردند، اما رهبری ضد سوسیالیستی جنبش سفید به‌طور فزاینده ای آنها را به حاشیه رانده و در نهایت آنها را پاکسازی کرد. بقایای کوچک اس‌آر راست که هنوز خود را حزب سوسیالیست انقلابی می‌نامیدند، از سال ۱۹۲۳ تا ۱۹۴۰ به عنوان عضوی از انترناسیونال کارگر و سوسیالیست به فعالیت خود در تبعید ادامه دادند. تقریباً همه اس‌آرهایی که در اتحاد جماهیر شوروی ماندند در زمان جوزف استالین اعدام شدند.